# Scelolanka phyllanthii
Scelolanka phyllanthii es una especie de insecto coleóptero de la familia Chrysomelidae.
Fue descrita científicamente en 1982 por Medvedev.